# Saulgrub
Saulgrub er en kommune i Landkreis Garmisch-Partenkirchen i Regierungsbezirk Oberbayern i den tyske delstat Bayern. Den udgør sammen med kommunen Bad Bayersoien Verwaltungsgemeinschaft Saulgrub.

## Geografi
Saulgrub ligger i Region Oberland.
Ud over Saulgrub er der i kommunen disse landsbyer og bebyggelser: Unterammergauer Forst, Altenau og Wurmansau.

## Historie
Saulgrub, tidligere kaldt sulgrai, blev nævnt første gang i 1280. Det hørte indtil sekulariseringen i 1803 til Kloster Ettal.

## Seværdigheder
Ved floden Ammer/Amper ligger det i årene 1898/99 opførte Kraftwerk Kammerl, der er det ældste jernbanekraftværk i verden, der producerede enfaset vekselstrøm.
Ligeledes ved Ammer ligger det enestående 15 meter høje vandfald Schleierfälle.

## Weblinks
- Wikimedia Commons har flere filer relateret til Saulgrub